# Osceola, Wisconsin
Osceola là một làng thuộc quận Polk, tiểu bang Wisconsin, Hoa Kỳ. Năm 2006, dân số của làng này là 2421 người.